# Eleccions legislatives belgues de 1981
Les Eleccions legislatives belgues de 1981 es van celebrar el 8 de novembre de 1981 per a renovar els 212 membres de la Cambra de Representants Es formà un govern de coalició presidit pels socialcristians Mark Eyskens (fins a 1982) i Wilfried Martens.

## Resultats a la Cambra de Representants
El Christen-Democratisch en Vlaams (CVP) es va mantenir com el partit més votat, però va patir la derrota electoral més severa des de la Segona Guerra Mundial i va arribar a un mínim històric tant en nombre d'escons com en percentatges. El guanyador de les eleccions va ser el Parti Réformateur Libéral, que a Flandes, Valònia i Brussel·les van reforçar considerablement la seva posició electoral.
|                | Christelijke Volkspartij            | 1.165.155 |  | 19,34   |  | 43  | ▼14 |
|                | Parti Socialiste                    | 765.055   |  | 12,7    |  | 35  | ▲ 3 |
|                | Partij voor Vrijheid en Vooruitgang | 776.882   |  | 12,9    |  | 28  | ▲ 6 |
|                | Socialistische Partij               | 744.586   |  | 12,4    |  | 26  | =   |
|                | Parti Réformateur Libéral           | 516.291   |  | 8,6     |  | 24  | ▲ 9 |
|                | Volksunie                           | 588.430   |  | 9,77    |  | 20  | ▲ 6 |
|                | Partit Social Cristià               | 430.720   |  | 7,14    |  | 18  | ▼7  |
|                | FDF                                 | 150.616   |  | 2,49    |  | 6   |     |
|                | Agalev                              | 138.526   |  | 2,29    |  | 2   | ▲ 2 |
|                | Ecolo                               | 153.008   |  | 2,53    |  | 2   | ▲ 2 |
|                | Partit Comunista de Bèlgica         | 138.992   |  | 2,30    |  | 2   | ▼2  |
|                | Rassemblement Wallon                | 103.087   |  | 1,71    |  | 2   | ▼3  |
|                | Vlaams Blok                         | 66.422    |  | 1,1     |  | 1   | ▲ 1 |
|                | UDRT-RAD                            | 163.725   |  | 2,71    |  | 3   | ▲ 2 |
|                | Altres                              | 124.310   |  | 2,06    |  |     |     |
| Total          | Total                               | 6,145,207 |  | 100,00% |  | 212 |     |
| Font: Cevipol. |                                     |           |  |         |  |     |     |

## Conseqüències
Es va formar un nou govern encapçalat per Wilfried Martens compost per Partit Cristià Popular flamenc (CVP), Partij voor Vrijheid en Vooruitgang (PVV), Parti Réformateur Libéral (PRL) i el Partit Social Cristià való (PSC).
Paul Vanden Boeynants va dimitir com a president del Partit Social Cristià, sent succeit per Gérard Deprez.